# Papunya Tula

Женщина, смотрящая на произведения художников Papunya Tula —Дорин Рид Накамарры и Варлимпиррнга Тьяпальтджарры (Warlimpirrnga Tjapaltjarri). Музей Фридерицианум, Германия

Papunya Tula — художественное течение австралийских аборигенов, родившееся в начале 1970-х в условиях расистского давления, отчаяния и нищеты жителей поселения Папуня, находящегося к западу от Элис Спрингс в Центральной Австралии.

## История

### Поселение
Поселение Папуня официально появилось в 1960 году по расистской программе ассимиляции либерального правительства Мензиеса. Поселение объединило аборигенов из Пинтупи, Анматьерре, Вальпири, Aранда и Лоритья. Сначала аборигены жили в постройках из ветвей и палок, члены группы Анматьерре обитали в хижинах, сделанных из деревьев и железа. Условия существования были настолько ужасными, что 129 человек (1/6 жителей поселения) умерли от инфекционных заболеваний.
Тем не менее число жителей Папуни возрастало из-за притока фермерских рабочих, не имеющих заработка. Правительственные рабочие жили в огорождённых домах, к которым детям аборигенов запрещалось подходить. В 1970-м в поселении было 1000 человек. В 1971 году в Папуню приезжает молодой преподаватель искусства Джеффри Бардон, который не раз ужасался постоянным унижениям европейскими властями некоторых туземных групп и тяжелыми условиями жизни аборигенов.
До приезда Бардона аборигены рассказывали свои истории на песке, а также создавали небольшие артефакты для туристического рынка, основанного церковными миссионерами.

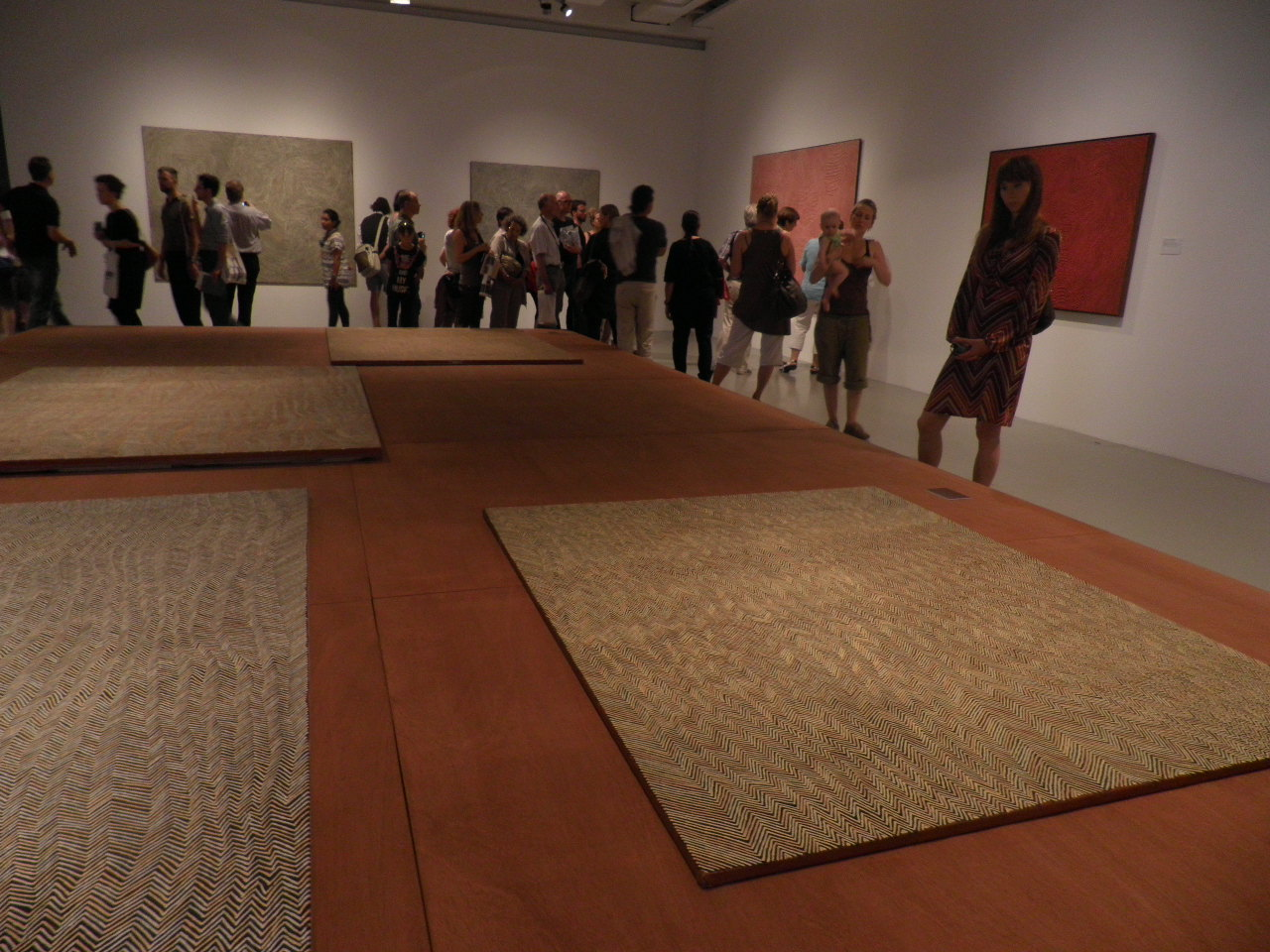
Люди смотрят на картины художников течения Papunya Tula — Дорин Рид Накамарра и Уорлимпиррнга Тжапалтжарри. Музей Фридерицианум, Германия. Август, 2012.

Самым популярным художником в Австралии был Альберт Наматжира, хотя аборигены не смогли перенять его стиль, они осознали саму возможность построения карьеры профессионального художника. Бардон заметил, что дети рисуют традиционные рисунки на песке. Получив доверие у аборигенов, Бардон слушал объяснения рисунков детей и, в свою очередь, научил аборигенов пользоваться акриловыми красками.

### Формирование течения Papunya Tula
В июле 1971-го семь аборигенов-учеников расписали внешние стены школы. Работа получила название «Сладкая мечта о вкусной еде». Живопись словно бросала вызов тяжёлой атмосфере репрессий и вдохновляла на занятия искусством других туземцев.
Взрослые аборигены вместо реалистических изображений деревьев и птиц, начали писать традиционные символы: следы, круги, кривые линии. Бардон поощрял тягу к творчеству и распределял среди них деревянные доски, холсты и другие материалы. Туземцы начали создавать символические изображения, рассказывали про путешествия предков через их земли, создавали абстрактные изображения зелёных насаждений.

## Специфика Papunya Tula
- Связь эстетического и культового начал[2].
- Преобладание традиционных символов. Среди разных символов встречается символ V — знак сидящих людей. Возможно, овал был условным изображением деревянных сосудов, которые несли женщины, а палки символизировали инструменты, используемые для спасения. Представленное место всегда было окружено концентричными кругами, которые означали приход аборигенов из воды, жизненно важной для выживания в пустыне.
- Применение техники пунктуации (или точечной, или пятнистой), сначала для отдельных частей картин, затем для всей композиции.

## Признание
В октябре 1971-го Бардон помог аборигенам создать в Папуне Кооперативную школу искусств, позднее превратившуюся в Ассоциацию художников Папуни Ltd, которая противостояла политике Департамента внутренних дел Северных территорий Австралии, стремившегося осуществлять тотальный контроль над продукцией художников Папуни. Еще в 1956-м Законодательный совет Северных территорий запретил куплю-продажу картин художников-аборигенов любому частному лицу или группе людей (налагался штраф в 100 евро или 6 месяцев тюремного заключения).
Несмотря на все трудности и противостояние властей, в 1971 году картина «Гулгарди» Каапы Тхампитджинпа (Kääpa Mbitjana Tjampitjinpa) получила первую премию из Papunya Tula в Элис Спрингс — Caltex Golden Jubilee Art Award наряду с картиной в европейском стиле. Это сделало Каапу первым аборигеном Австралии, получившим награду за современное искусство. После этого Джеффри Бардон взял коллекцию картин в Элис-Спрингс, собрал 1300 долларов для художников. Это была сенсация в Папуне, художники получили возможность развивать собственный стиль, не ориентируясь на западное искусство. В течение следующих шести месяцев было продано более 600 картин. Не все в сообществе были довольны раскрытием интимных знаний аборигенов внешнему миру, и существовала оппозиция аспектам ранних картин. Со временем художники изменили свои стили, чтобы скрыть любые секретные или священные знания. В январе 1972-го года местные власти обвинили Джеффри Бардона в «незаконной торговле произведениями» и заставили уехать из Папуни. Бардон оценил эти действия как расистские угрозы и начал продавать картины в Элис Спрингс. Позже отношения между художниками и властями вновь нормализовались.
К 1980-м годам Papunya Tula обеспечила себе общенациональную экспозицию через выставки в государственных галереях, а затем, во второй половине десятилетия, международное признание благодаря выставкам в Нью-Йорке, Лондоне, Окленде, Париже и Венеции. Папуня Тула постепенно стала одной из самых узнаваемых форм искусства Австралии.